# Вартоломеу, Роман
Рома́н Вартоломе́у (рум. Roman Vartolomeu; 9 мая 1950) — румынский гребец-байдарочник, выступал за сборную Румынии в начале 1970-х годов. Серебряный призёр летних Олимпийских игр в Мюнхене, бронзовый призёр чемпионата мира, победитель регат национального и международного значения.

## Биография
Роман Вартоломеу родился 9 мая 1950 года.
Первого серьёзного успеха на взрослом международном уровне добился в 1972 году, когда попал в основной состав румынской национальной сборной и благодаря череде удачных выступлений удостоился права защищать честь страны на летних Олимпийских играх в Мюнхене. В составе четырёхместного экипажа, куда также вошли гребцы Аурел Вернеску, Атанасие Счотник и Михай Зафиу, завоевал на дистанции 1000 метров серебряную медаль — в финале их обошёл только экипаж из СССР.
После мюнхенской Олимпиады Вартоломеу ещё в течение года оставался в основном составе гребной команды Румынии и продолжал принимать участие в крупнейших международных регатах. Так, в 1973 году он побывал на чемпионате мира в финском Тампере, откуда привёз награду бронзового достоинства, выигранную в эстафете 4 × 500 м — лучше финишировали лишь спортсмены из СССР и Венгрии. Вскоре по окончании этих соревнований Роман Вартоломеу принял решение завершить спортивную карьеру, уступив место в сборной молодым румынским гребцам.